# Thomas Hurdis
Thomas Hurdis DD (falecido em 29 de março de 1784) foi um cónego de Windsor de 1766 a 1784.

## Carreira
Ele foi educado no Merton College, Oxford, onde se formou DD.
Ele foi nomeado:
- Vigário de Seaford 1734-1779[2]
- Canon of York
- Vigário de Amport, Hampshire
- Hospital do Custódio de Santa Maria, Chichester
- Prebendário de Middleton em Chichester 1755 - 1784
- Vigário de Wantage

Ele foi nomeado para a quarta bancada na Capela de São Jorge, no Castelo de Windsor, em 1766, e ocupou essa posição até morrer em 1784.
Um monumento em sua homenagem foi erguido na Catedral de Chichester.